# Itolfo
Itolfo (XI secolo – dopo il 1037) è stato un vescovo italiano.

## Biografia
Era probabilmente originario della Germania. Scelse dodici monaci dell'Abbazia di San Benedetto in Polirone per fondare in Mantova il monastero benedettino nei pressi della basilica di Sant'Andrea, che custodiva la reliquia del Preziosissimo Sangue di Cristo. Il vescovo Itolfo partecipò al Sinodo di Francoforte, che si svolse il 23 e 24 settembre 1027.